# Danny Williams (zanger)
Danny Williams (Port Elizabeth, 7 januari 1942 – 6 december 2005) was een Zuid-Afrikaanse popzanger.

## Biografie
Williams groeide op in het Zuid-Afrikaanse Port Elizabeth, waar hij reeds op 6-jarige leeftijd als solozanger optrad in een kerkkoor. Op 14-jarige leeftijd won hij een talentenjacht en toerde hij later met de muziekshow Golden City Dixies eerst door Zuid-Afrika. In 1959 trad hij met de show op in Europa, waar de manager van het Britse platenlabel His Master's Voice (HMV) Norman Newell opmerkzaam werd op de jonge tenor. Newell, die de vroege songs van Elvis Presley had uitgebracht in het Verenigd Koninkrijk, hoopte van Williams een nieuwe Johnny Mathis te kunnen maken en bood hem een contract aan. De eerste single met de 17-jarige Williams verscheen bij HMV al in mei 1959. Ondanks tv-optredens, o.a. in de Britse tv-muziekshow Drumbeat, bleven plaatsuccessen vooralsnog uit, ook toen HMV in regelmatige afstanden singles produceerde met Williams. Pas vanaf 1961 vonden Williams songs bijval bij het Britse publiek en met het nummer We Will Never Be as Young as This Again had hij in de zomer van 1961 zijn eerste succes in de hitlijsten.
De definitieve doorbraak lukte Williams met de titelsong Moon River uit de Amerikaanse film Breakfast at Tiffany's. De song werd vervolgens uitgebracht in september 1961 in de Verenigde Staten met matig succes door Henry Mancini (#32) en Jerry Butler (#11), voordat HMV in oktober een versie op de markt bracht in het Verenigd Koninkrijk met Danny Williams. Deze werd Williams grootste platensucces met een nummer 1-klassering in de Britse hitlijsten en stond 19 weken in de hitlijsten. Tot 1963 had hij vier verdere klasseringen in de hitlijsten, waaronder met Wonderful World of the Young (#8) een verder top 10-succes. Daarna had hij als balladzanger tegen het opkomende beattijdperk in het Verenigd Koninkrijk geen kans meer. In de Verenigde Staten, waar diverse van zijn songs sinds 1961 tot dusver zonder succes werden uitgebracht bij United Artists, kwam Williams in 1964 met de nummers White on White (#9) en A Little Toy Balloon (#84) nog tot twee hits in de Billboard Hot 100.

## Discografie

### Singles
His Master's Voice
- 1959: Tall a Tree / I Look at You
- 1959: So High, So Low / My Own True Love
- 1960: Youthful Years / It Doesn't Matter
- 1960: A Million to One / Call Me a Dreamer
- 1961: We Will Never Be as Young as This Again / Passing Breeze
- 1961: The Miracle of You / Lonely
- 1961: Moon River / A Weaver of Dreams
- 1962: Jeannie / It Might as Well Be Spring
- 1962: The Wonderful World of the Young / A Kind ff Loving
- 1962: Tears / Tiara Tahiti
- 1963: My Own True Love / Who Can Say?
- 1963: More / Rhapsody
- 1963: The Wild Wind / Once Upon a Time
- 1963: A Day Without You / Secret Love
- 1963: How Do You Keep From Crying? / Now the Day Is Over
- 1964: White on White / After You
- 1964: Today / Lonely in a Crowd
- 1964: The Seventh Dawn / The World Around Me
- 1964: Forget Her, Forget Her / Lollipops and Roses
- 1965: The Roundabout Of Love / I Wanna Be Around
- 1965: Go Away / Masquerade
- 1965: Lovely Is She / Gone and Forgotten
- 1965: And So We Meet Again / Violets for Your Furs
- 1966: I've Got to Find That Girl Again / Throw a Little Lovin' My Way
- 1966: Don't Just Stand There / Now and Then
- 1966: Since You Set Me Free, Baby / I Really Don't Know What Hit Me
- 1966: Rain (Falling from the Skies) / I'm So Lost

Deram
- 1967: Never My Love / Whose Little Girl Are You
- 1967: Love Me / When You Were Mine
- 1968: Everybody Needs Somebody / They Will Never Understand

Ocean
- 1970: Fare Ye Well - Separate Ways / A Girl Like You

Philips
- 1973: I Will Touch You / Words of Romance
- 1973: So Begins My Life / Where Is the Love
- 1974: Hey Love / Life's a Roundabout
- 1974: Every Night I Cry Myself to Sleep / Natali
- 1975: Ebony Eyes / Believe in the Rain

Ensign
- 1977: Dancin' Easy / No More Cane
- 1977: I Hate Hate / I Hate Hate (discoversie)

Piccadilly
- 1980: Daddy Write a Letter Soon / Give a Little Bit

### Albums
- 1962: Swinging For You (& Nelson Riddle) (His Master's Voice)
- 1966: Only Love (His Master's Voice)
- 1968: Danny Williams (Deram Records)
- 1972: Danny Williams (Contour Records)
- 1973: I'm A Song - Sing Me (Philips Records)
- 1975: To Know You Is to Love You (Philips Records
- 1977: Anytime Anyplace Anywhere (Philips Records)